# 鄭鎬均
鄭 鎬均（チョン・ホギュン、朝鮮語: 정호균、生年不詳 - 2018年）は、朝鮮民主主義人民共和国の軍人、政治家。朝鮮労働党中央委員会委員、朝鮮人民軍砲兵司令官などを歴任。朝鮮人民軍における軍事称号（階級）は大将。

## 経歴
生年月日や出生地は不明。1984年12月に朝鮮労働党中央委員会委員候補に選出された。朝鮮人民軍第9軍区司令官に就任し、1986年に中将に昇進した。同年11月に最高人民会議第8期代議員に選出された。1992年に上将に昇進し、1994年に第9軍団長に就任した。1997年に第620砲兵軍団長を経て、1991年に砲兵司令官に就任し、2007年4月まで務めた。2010年4月14日に大将に昇進した。同年9月に党中央委員会委員に選出された。2018年12月29日に朝鮮労働党の機関紙労働新聞に、12月14日に金正恩委員長が「鄭鎬均がこの世を去ったことに胸を痛めた」「鄭鎬均は人民軍の砲兵強化に貢献した」と述べ、愛国烈士陵に埋葬された、と掲載され死亡していたことが明らかになった。

## 参考サイト
북한정보포털